# Renay
Renay ist eine französische Gemeinde mit 176 Einwohnern (Stand: 1. Januar 2022) im Département Loir-et-Cher in der Region Centre-Val de Loire. Sie gehört zum Kanton Le Perche im Arrondissement Vendôme. Die Einwohner werden Renaysiens genannt.

## Geografie
Die Gemeinde Renay liegt zehn Kilometer nordöstlich von Blois in der Landschaft Le Perche. An der südlichen Gemeindegrenze verläuft das Flüsschen Réveillon. Umgeben wird Renay von den Nachbargemeinden Lignières im Norden und Nordosten, La Chapelle-Enchérie im Osten und Südosten, Faye im Süden, Rocé im Süden und Südwesten, Saint-Firmin-des-Prés im Südwesten und Westen sowie Pezou im Westen und Nordwesten.

## Bevölkerungsentwicklung
| Jahr                       | 1962 | 1968 | 1975 | 1982 | 1990 | 1999 | 2006 | 2013 | 2022 |
| -------------------------- | ---- | ---- | ---- | ---- | ---- | ---- | ---- | ---- | ---- |
| Einwohner                  | 143  | 126  | 109  | 116  | 140  | 167  | 171  | 162  | 176  |
| Quellen: Cassini und INSEE |      |      |      |      |      |      |      |      |      |

## Sehenswürdigkeiten
- Kirche Saint-Gilles aus dem 12. Jahrhundert
- Schloss Renay, ursprünglich aus dem 12. Jahrhundert, Umbau zum Schloss im 19. Jahrhundert, seit 1971 Monument historique
- Wasserturm